# Valdemar Hansen (skuespiller)
 For alternative betydninger, se Valdemar Hansen. (Se også artikler, som begynder med Valdemar Hansen)
Valdemar Christian Hansen (født 22. november 1869 i Søllerød, død 1930) var en dansk revy-kunstner, stumfilmsskuespiller, manuskriptforfatter og komponist.
Han debuterede som skuespiller i 1889 og arbejdede i flere teatre i Danmark og Norge. I 1895 skrev han "Sejle op ad åen" til revyen "Fra Flakhaven til Fruens Bøge" til åbningen af Odense Folketeater. Imidlertid kom sangen ikke med i åbningsforestillingen og blev i stedet lanceret i Svendborgs Sommerrevy 1895 "Vand på Møllen".